# Осокин, Михаил Глебович
Михаи́л Гле́бович Осо́кин (род. 14 января 1952, Калинин) — российский журналист и телеведущий, колумнист. Кандидат исторических наук.

## Биография

### Детство и студенчество
Родился 14 января 1952 года в Калинине (Тверь). Первые годы воспитывался бабушкой Иоганной Робертовной.
Учился в школе № 9 (ныне гимназия № 3) Волгограда; жил с отчимом и матерью, которые приехали из Новосибирска в период формирования Волгоградской телестудии.
Был отчислен со второго курса исторического факультета МГУ за активное участие в студенческой забастовке с формулировкой «За антикоммунистическое отношение к общественной жизни и труду» и восстановлен после службы в армии. Служил в ВВС, был командиром отделения.
В 1975 году окончил исторический факультет МГУ, а затем — аспирантуру МГУ. Был однокурсником Николая Сванидзе.
В 1982 году защитил диссертацию «Торговля Англии с Левантом в период кризиса английского абсолютизма (1600—1640 гг.)» на соискание учёной степени кандидата исторических наук.

### Работа в СМИ

#### Радио
С 1978 по 1990 год работал во Всемирной службе Московского радио в редакции вещания на США и Великобританию.

#### Телевидение
С 1990 года — на телевидении, в информационном отделе ЦТ СССР, а затем — РГТРК «Останкино». Был ведущим информационно-развлекательной программы «Утро», затем — комментатором и ведущим программы новостей ТСН.
В период 1991—1993 годов — ведущий ночных выпусков новостей 1-го канала Останкино, в 1993 году, там же — ведущий вечерних выпусков.
На НТВ работал со дня основания телекомпании в октябре 1993 года. С этого момента по апрель 2001 года — ведущий вечерних выпусков в 19:00 и 22:00 (поочерёдно с Татьяной Митковой) информационной программы телекомпании НТВ «Сегодня».
1 марта 1995 года примерно в 22:25 по Московскому зимнему времени в прямом эфире телевизионной программы «Сегодня» на телеканале НТВ первым сообщил об убийстве Владислава Листьева.
14 апреля 2001 года после смены собственника телекомпании НТВ (перехода канала под контроль «Газпром-медиа») вместе со своей «бригадой» ушёл с НТВ на ТНТ, спустя несколько дней — на телеканал ТВ-6. В 2002 году после отключения ТВ-6 начал работать на только что запущенном на той же частоте телеканале ТВС.
В 2001—2002 годах работал ведущим информационной программы «Сегодня на ТВ-6» («Сейчас»).
Осокин стал первым из числа журналистов киселёвского НТВ, вышедшим в прямой эфир ТВ-6.
В 2002—2003 годах — ведущий вечерних новостей на ТВС. В последние месяцы работы канала — заместитель генерального директора канала по информационному вещанию (вместе с Марианной Максимовской).
После отключения ТВС в июне 2003 года Осокин вернулся на НТВ, где с июля 2003 по август 2005 года вёл семичасовой выпуск «Сегодня» поочерёдно (неделя через одну) с Татьяной Митковой, позже с Ольгой Беловой. Также являлся ведущим (в паре с Татьяной Митковой) специального проекта НТВ к 60-летию Победы в Великой Отечественной войне 1941—1945 годов «Москва—Берлин» в мае 2005 года.
С момента назначения летом 2004 года Владимира Кулистикова генеральным директором НТВ, из эфира сначала исчезла Татьяна Миткова (получив руководящий пост — замгендиректора по информации), а ровно через год, к сентябрю 2005 года Михаила Осокина «передвинули» сначала в ночной эфир (где в этот период работы Осокин подписал коллективное письмо Кулистикову, которое в том числе подписали коллеги-новостники Антон Хреков с Алексеем Пивоваровым; в нём шла речь о нежелании работать под руководством Митковой в связи с её личными качествами), а 12 января 2006 года стало известно, что канал вообще убирает из сетки вещания ночной выпуск новостей, несмотря на хорошие рейтинги. На следующий день, 13 января, гендиректор НТВ Кулистиков пообещал предоставить телеведущему новую, другую должность на НТВ, обсуждал с Осокиным перспективу его участия в «цикловом историческом проекте» (в формате исторического тележурнала), который должен был выйти в эфир осенью 2006 года. Однако в апреле 2006 года Михаил Осокин принял решение уйти с НТВ и продолжить работать в новостной структуре, но уже на другом канале.
С мая 2006 до лета 2008 года Михаил Осокин работал ведущим вечерних выпусков информационной программы «Сейчас» на международном русскоязычном канале RTVi, после сокращения штата отдела новостей и закрытия семичасового выпуска в начале июня 2008 года был переведён на утренние новости и — одновременно — в заместители главного редактора «по оперативному руководству новостей».
С 1 сентября 2008 года с понедельника по четверг вёл итоговый выпуск новостей на канале РЕН ТВ — с 6 сентября 2010 г. на всю страну, с сентября 2011 по декабрь 2012 года — поочерёдно (неделя через одну) с Андреем Добровым. На время президентских выборов (с января по март 2012 года) уходил, по словам М. Максимовской, в «творческий отпуск».
C 14 февраля по 27 июня 2013 года был автором и ведущим еженедельной 20-минутной авторской программы «Что случилось? с Михаилом Осокиным», подводящей промежуточные итоги первой половины недели. Время выхода — четверг, 23:30 (по московскому времени). Шеф-редактор программы — Елена Савина. Вышедшие выпуски выкладывались в аккаунте программы в YouTube Архивная копия от 7 октября 2016 на Wayback Machine. Затем программа ушла в отпуск, из которого не вернулась, после чего Осокин окончательно ушёл с телевидения.

#### Пресса
С сентября 2014 по январь 2016 года вёл колонку на российском портале «Сноб».
С марта 2016 по январь 2018 года — колумнист в «Собеседнике».
С октября 2017 по май 2022 года — колумнист в журнале «Story».

## Награды и премии
Четырёхкратный победитель ТЭФИ (Категория «Лица»):
- 1998: «Ведущий информационной программы»[52]
- 2009: «Ведущий информационной программы»
- 2010: «Информационная программа» «Новости 24 с Михаилом Осокиным».
- 2011: «Информационная программа» «Новости 24 с Михаилом Осокиным».

## Семья
Прадедушка Осокина по отцу Роберт Генрихович Эльцберг был действительным статским советником, предки по этой линии были остзейскими немцами из Курляндии.
Является сыном писателя и журналиста Глеба Николаевича Голубева (1926—1989) и его первой жены Анастасии Ивановны Осокиной, впоследствии ставшей главным режиссёром Волгоградской телестудии.
Отчим — Виктор Кадиевич Магатаев, режиссёр документального (неигрового) кино, один из авторов фильма «Страницы Сталинградской битвы» (1967 год), который и воспитал Михаила. Брат — Александр Викторович Магатаев.
Первая жена — Татьяна, редактор. Дочь от первого брака, Анна Михайловна Осокина, окончила факультет журналистики МГУ, ранее работала редактором в службе информации на «Первом канале».
Вторая жена — Елена Савина, работала ответственным выпускающим редактором новостей на 1-м канале Останкино (там они и познакомились), далее она была шеф-редактором его программ на НТВ, ТВ-6, ТВС, ночных новостей «РЕН ТВ», позднее она работала шеф-редактором телеканала «Пятница!».

## Стиль
Благодаря сдержанной, аристократичной манере ведения новостей и «благородной проседи в волосах» Осокина часто относят к «западному» типу информационных ведущих. В те годы он был единственным, кто вел программы в таком стиле. Более того, до 2008 года он не прибегал к помощи телесуфлера, читал свои тексты по памяти (на федеральных каналах отсутствие телесуфлера — исключение). А также всегда сам писал свои новостные «подводки» (кроме него это делала только его шеф-редактор Елена Савина). Хотя обычно у телеведущих несколько так называемых «райтеров».. По словам актёра Аркадия Коваля, сыгравшего теледиктора в фильме «Ширли-мырли», во внешности и манере ведения он подражал Осокину.

## Фильмография
- 2005 — Богиня прайм-тайма — камео
- 2012 — Мексиканский вояж Степаныча — камео